# Biondia insignis
Biondia insignis är en oleanderväxtart som beskrevs av Ying Tsiang. Biondia insignis ingår i släktet Biondia och familjen oleanderväxter. Inga underarter finns listade i Catalogue of Life.